# مدرسة عبد القادر الثانوية
مدرسة عبد القادر الثانوية أو ليسيه عبد القادر (بالإنجليزية: Lycée Abdel Kader)‏ هي مدرسة تعليمية خاصة مشتركة في منطقة البطركية في بيروت بلبنان، وهي جزء من جهود البعثة العلمانية الفرنسية في لبنان وتوفر تعليم دورة كاملة من رياض الأطفال إلى الصف الثاني عشر، ويتم تدريس جميع المواد باللغة الفرنسية مع فصول اللغة العربية والإنجليزية.

## التاريخ
كانت مدرسة عبد القادر الثانوية -التي يعود تاريخ إنشائها إلى عام 1909- معروفة حتى عام 1985 عندما اشترتها مؤسسة الحريري للبعثة العلمانية الفرنسية كمدرسة للفتيات الصغيرًا. على الرغم من أنها كانت مدرسة مختلطة لبعض الوقت.
مرت المدرسة بمراحل متعددة من التوسع والتي أدت في عام 1995 إلى بناء مدرسة ابتدائية سمحت لها بتقديم دورة كاملة من الدراسات التي تشمل رياض الأطفال، والتي تقبل الطلاب من سن الثالثة وحتى الصف الثاني عشر.
المؤسسة عبارة عن اتفاقية ثلاثية الأطراف بين مؤسسة الحريري ووكالة التعليم الفرنسي في الخارج والبعثة العلمانية الفرنسية.
الشهادات معترف بها من قبل كل من وزارة التعليم الفرنسية ووزارة التعليم اللبنانية.

## درجات
تتكون مدرسة عبد القادر الثانوية من رياض الأطفال/حضانة الأطفال (أول 3 سنوات من المدرسة، حيث يتراوح عمر الأطفال من 3 إلى 5 سنوات)، والمدرسة الابتدائية/المرحلة الابتدائية (الصف الأول حتى الصف الخامس)، والمدرسة المتوسطة/الكلية (الصف السادس حتى الصف التاسع)، والمدرسة العُليا/المدرسة الثانوية (الصف العاشر حتى الصف الثاني عشر).

## أنشطة
لدى المؤسسة خيار للطلاب للتسجيل في أنشطة تصل لـ 60 ألف ليرة لبنانية، بما في ذلك الرقص والرياضة والجوقة، والتي كانت مجانية منذ عام 2008 عندما شكلت قائدة الأوركسترا الجديدة (ياسمينة صبَّاح) أربع مجموعات جديدة: جوقة الابتدائية وجوقة المدرسة المتوسطة ومجموعة من المطربين المتقدمين ونادي طرب.

## طالع أيضًا
- عبد القادر الجزائري
- التعليم في لبنان
- قائمة الجامعات في لبنان

## روابط خارجية
- الموقع الرسمي ل LAK
- الموقع الرسمي (الأرشيف)
- البعثة العلمانية الفرنسية
- مدرسة عبد القادر الثانوية في موقع بعثة البعثة الفرنسية